# Folco Quilici
Folco Quilici (Ferrara, 9 aprile 1930 – Orvieto, 24 febbraio 2018) è stato un regista, fotografo e scrittore italiano.
Fu un apprezzato documentarista, attivo nella divulgazione naturalistica fin dagli anni cinquanta del XX secolo.

## Biografia
Figlio del giornalista Nello Quilici e della pittrice Emma Buzzacchi nonché fratello dell'architetto Vieri, dopo aver completato il liceo ginnasio "Torquato Tasso" di Roma, avviò un'attività di tipo cineamatoriale e si specializzò in riprese sottomarine, diventando molto popolare anche al di fuori dei confini nazionali. Studiò regia presso il Centro sperimentale di cinematografia.

### Attività giornalistica
Fu iscritto come giornalista pubblicista all'Ordine nazionale dei giornalisti dal 19 febbraio 1963 e per questo premiato dallo stesso Ordine, nel 2013, per i suoi 50 anni di attività pubblicistica.
Nel 2006 la rivista Forbes lo inserì tra le cento firme più influenti del mondo grazie ai suoi film e ai suoi libri sull'ambiente e sulle culture.
Nel 2008 gli fu consegnato il Premio “La Navicella d’Oro”, conferitogli dalla Società Geografica Italiana, con la seguente motivazione:

### Attività cinematografica
I suoi film dedicati al rapporto tra uomo e mare furono distribuiti in tutto il mondo. Tra di essi i seguenti ricevettero riconoscimenti importanti: Sesto continente (Premio speciale alla Mostra del Cinema di Venezia del 1954), Ultimo paradiso (Orso d'argento al Festival di Berlino del 1956), Tikoyo e il suo pescecane (Premio UNESCO per la Cultura del 1961), Oceano (Premio speciale Festival di Taormina del 1971 e David di Donatello 1972), Fratello mare (Primo Premio al Festival Internazionale del Cinema Marino, Cartagena, 1974) e Cacciatori di navi, 1991 (Premio Umbria Fiction, 1992).
Nel 1965 la Esso gli affidò la realizzazione di una serie di film sull'Italia filmata dall'alto mediante l'elicottero: nel periodo che va dal 1966 al 1978 furono realizzati 14 di tali documentari, tutti aventi come titolo L'Italia vista dal cielo; a questi si affiancarono sedici volumi illustrati. I commenti dei quattordici filmati furono affidati a importanti letterati e storici d'arte dell'epoca come Leonardo Sciascia, Giovanni Comisso, Cesare Brandi, Mario Praz, Italo Calvino, Guido Piovene, Michele Prisco, Ignazio Silone e Mario Soldati.
Altri suoi film apprezzati nei cinema, e non solo in Italia, furono: Dagli Appennini alle Ande (1959), che vinse la "Concha de plata" al Festival Internazionale di San Sebastian; Il dio sotto la pelle del 1974. 
Tra i suoi film mediometraggi di particolare impegno, furono presentati fuori concorso alla Mostra del Cinema di Venezia: Paul Gauguin (1957) e L'angelo e la sirena (1980).
Nel 1964 ha tolto il suo nome dal film Le schiave esistono ancora a causa della sua divergenza con il produttore Maleno Malenotti, non solo per il titolo arbitrariamente scelto ma per l'inserimento nel film stesso di numerose scene false.
Nel 1976, chiamato da Dino De Laurentiis, collaborò alla realizzazione delle riprese subacquee nel film di Michael Anderson L'orca assassina: il testo fu scritto da Luciano Vincenzoni, che in molte occasioni avrebbe ricordato l'apporto di Quilici come determinante per la riuscita delle riprese.
Da ricordare inoltre Botticelli, una nuova primavera (1982). Nel 1970 produsse Firenze 1000 giorni, sull'alluvione del 1967 e l'opera di salvezza del suo patrimonio culturale. Folco Quilici ebbe la candidatura all'Oscar nel 1971 per Toscana, uno dei quattordici film de L'Italia vista dal cielo. Nel 2000, per la rete televisiva franco-tedesca Arté produsse e diresse i lungometraggi Kolossal (1999/2000) e Il mondo di Pinocchio (2002). Nel 2004, per l'istituto Luce, firmò il lungometraggio L'impero di marmo (premiato al Festival Internazionale del Cinema Archeologico Agon, Grecia, nel 2006) e il film-documentario L'ultimo volo (Premio Acqui Storia 2010). Successivamente diresse Lazio – Paesaggio e storia (Premio Bellezze d'Italia 2012).

### Attività televisiva
L'attività di Folco Quilici, nel campo del cinema culturale trovò, in Italia e all'estero, vasto spazio in programmi televisivi in più puntate: Djerid, i tre volti del deserto (1957/1958), Alla scoperta dell'Africa (1964/1965), Malimba (1966), Alla scoperta dell'India (1967/1968), Islam (1969/1970), L'alba dell'uomo (1970/1975), Mediterraneo (1971/1976), I mari dell'uomo (1971/1974), L'uomo europeo (1976/1979), Festa barocca (1980/1982), La grande Époque (1984/1985), Il rischio e l'obbedienza (1991/1992), Archivi del tempo (1980/1984), L'avventura e la scoperta (1984/1992), Viaggi nella storia (1988/1992), Arcipelaghi (1993/1995), Italia infinita (1996/2002), Alpi (1998/2004), Di isola in isola (2004/2005), Energia (2011/2012), L'Italia di Folco Quilici (2012/2013).
Per i tredici film della Serie Mediterraneo e gli otto di L'uomo europeo Quilici ebbe al suo fianco lo storico Fernand Braudel e l'antropologo Claude Lévi-Strauss. Con l'archeologo Sabatino Moscati, Quilici realizzò due serie dedicate all'archeologia subacquea Mare museo 1988/1992 e Fenici, sulle rotte di porpora (1987/1988). Produsse con l'archeologo George Vallet I greci d'occidente (1989). Dal 1992 al 1999 diresse L'Italia del XX secolo, 65 film su testi degli storici De Felice, Castronovo e Scoppola.
Crea e dirige, dal 1984 al 1989, il programma televisivo, di alta divulgazione scientifico-naturalistica e inerente anche aspetti d'antropologia sociale, Geo: in onda ancor oggi su Rai 3.
Per il suo impegno nella Tv culturale vinse numerosi premi internazionali, tra i quali nel 1976 quello del Festival dei Popoli per il suo lavoro sul mondo primitivo. Successivamente ottenne il Primo premio della critica italiana per gli otto film della serie Alla scoperta dell'India (1968) e per Festa barocca (1983). Gli fu anche assegnato il Premio della Critica Francese per Mediterranéé (1977).
Inoltre per gli otto film de L'alba dell'uomo (1973/1974) vinse il Premio nazionale della critica televisiva nel 1975.
Nel 1995 gli venne assegnata la Targa d'oro europea del cinema storico-culturale.
Partecipò ad alcune serie della rubrica pubblicitaria televisiva Carosello: nel 1966 diresse lo sketch per il formaggio Milkana della Van Der Bergh-Milkana, nel 1973 reclamizzò l'Aspirina Bayer, nel 1976 il dentifricio Pepsodent della Unilit.
A partire dal 2002 collaborò con importanti serie televisive a Sky. Per le trasmissioni sul canale Marcopolo fu dichiarato "personaggio dell'anno" nel 2006.

### Attività letteraria
Dal 1954 pubblicò, in Italia e all'estero, numerose opere di saggistica: Mala Kebir (1955), Mille fuochi (1964), Sesto continente (1965), Gli ultimi primitivi (1972), I grandi deserti (1972), Magia (1977), Le frontiere di Allah (1978), Natura chiama uomo (1979), Il riflesso dell'Islam (1983), L'uomo europeo (1983), India (1990), I mari del sud (1991), Il mio Mediterraneo (1992), La mia Africa (1992), Le Americhe (1993), Cielo verde  (1997),  Il mio Mar Rosso (1998), Tobruk 1940 (2004), I miei mari (2006). Tra il 1976 e il 1979 diresse La grande enciclopedia del mare. Nel 1974/1975 fu coautore de La Mediterranéé con Fernand Braudel. Con la moglie Anna, fu autore di due biografie: Amundsen (1998) e Jack London (2000), che vinse il premio Chianciano e il premio Castiglioncello.
A partire dal 2002 collaborò a una serie di volumi illustrati, con Luca Tamagnini (pubblicato da Phoatlante) dedicati alle aree protette dei mari italiani.
Si cimentò nella narrativa con Cacciatori di navi (1985), tradotto negli Stati Uniti, Cielo verde (1997), romanzo a lungo presente nella classifica dei libri più venduti in Italia, e nel 1998 con Naufraghi. Nel 1999 con il romanzo Alta profondità, iniziò il ciclo composto da L'abisso di Hatutu (2001), Mare Rosso (2002)), I serpenti di Melqart (2003), La fenice del Bajkal (2005). Nel 2008 pubblicò il romanzo Libeccio e nel 2012 La dogana del vento.
Nel 2011 e nel 2012 scrisse due libri per la letteratura dei ragazzi: Storie del mare e Amico oceano.
Quilici collaborò con la stampa italiana e internazionale già a partire dal 1954, per giornali quali Life, Epoca, Panorama, Europeo e per quotidiani come La Stampa e Corriere della Sera. Il suo impegno giornalistico lo vide al lavoro per Il Messaggero su temi naturalistici. Nel 1994 ha vinse la “Penna d'oro” per i suoi servizi sull'America Latina. Nel 1997 gli fu conferito il “Premio Campidoglio per la carriera nel giornalismo culturale”.
Nel 1983 il presidente Sandro Pertini gli concesse la “Medaglia d'oro” per meriti culturali.
Tenne corsi all'Università di Bologna (1966/1967), a quella di Berlino (1991), al Centro Sperimentale di Cinematografia (1995), all'Università Cattolica di Milano (1998), alla Terza Università di Roma (2001/2002), all'Università di Padova (2004/2005). Dal 1985 al 1989 insegnò all'ORAO (Centro dell'Immagine Culturale), in corsi ripresi nel 1997 e proseguiti nel 1998.
Dal febbraio 2003 al giugno 2006 fu presidente dell'ICRAM, Istituto Centrale per la Ricerca Scientifica e Tecnologica Applicata al Mare, e ha diretto i “Quaderni scientifici” dell'Istituto. Precedentemente, dal 1995 al 1996, era stato direttore del mensile “Mondo Sommerso”.
Fu tra i soci fondatori dell'H.D.S. (Historical Diving Society Italia) e dell'associazione ambientalistica Marevivo.

### Fotografia
Come fotografo operò dal 1949, accumulando un archivio di oltre un milione di immagini a colori e in bianco e nero, ora affidate all'Archivio Alinari.

### Morte
Morì il 24 febbraio 2018 all'età di 87 anni all'ospedale di Orvieto a seguito di un ictus.

## Vita privata
Dalla prima moglie Laura Grisi ebbe il figlio Brando, anche lui documentarista. In seconde nozze sposò Anna Azan.

## Filmografia

### Lungometraggi
- Sesto continente (1954)
- L'ultimo paradiso (1956)
- Dagli Appennini alle Ande (1959)
- Ti-Koyo e il suo pescecane (1962)
- Le schiave esistono ancora, co-regia con Maleno Malenotti e Roberto Malenotti (1964)
- Oceano (1971)
- Il dio sotto la pelle, co-regia con Carlo Alberto Pinelli (1974)
- Fratello mare (1975)
- Cacciatori di navi (1990)

### Serie televisive culturali
- Djerid, tre volti del deserto, film per la tv (1956)
- Argentina, 5 episodi (1958-1959)
- I viaggi di Cook, 5 episodi (1964-1965)
- Alla scoperta dell'Africa, 7 episodi (1965-1966)
- Malimba, 5 episodi (1966-1967)
- I primitivi, 10 episodi (1966-1967)
- La provincia non c'è più (1966-1967)
- Alla scoperta dell'India, 8 episodi (1966-1968)
- Teatro negro, 3 puntate (1967-1968)
- L'Italia vista dal cielo, 14 episodi (1966-1978)
- Firenze 1000 giorni, 3 film (1967-1970)
- Islam, 8 episodi (1967-1970) - Versione internazionale: Civilisation of Islam, 4 episodi (1983-1984)
- L'alba dell'uomo, 8 puntate (1970-1974)
- Genti e paesi. Un bambino e la sua casa, due serie (1971-1977)
- Mediterraneo, 13 film (1972-1978)
- I mari dell'uomo, 7 film (1974-1976)
- L'uomo europeo, 8 episodi (1976-1979)
- Civiltà slava, 10 episodi (1976-1984)
- Festa barocca, 6 puntate (1980-1982)
- Archivi del tempo, serie (1980-1984)
- Il linguaggio dei luoghi, 13 episodi (1982-1983)
- La grande epoque, 4 episodi (1983-1985)
- L'avventura e la scoperta, serie (1984-1988)
- Uomo, ambiente, energia, 3 film (1988-1992)
- Viaggi nella storia, serie (1988-1992)
- Il rischio e l'obbedienza, 4 film (1990-1992)
- La mia Amazzonia, backstage del film Cacciatori di navi (1991)
- Arcipelaghi, 10 film (1994-1995)
- Italia infinita, 5 film in coproduzione con Rai 3 (1998-2003)
- Kolossal (1999)
- Genova, Italia (2001)
- L'impero di marmo (2004)
- In luoghi e tempi lontani (2010)

### Programmi televisivi
- Geo, conduzione e messa in onda di circa 40 filmati dell'autore (Rai 3, 1984-1989)
- Il Milione, conduzione e messa in onda di 80 filmati dell'autore (Marcopolo, 1997-1998)

## Pubblicazioni
- Avventura nel Sesto continente. Cinquemila ore sotto i mari con la spedizione subacquea italiana fra gli squali e le mantas della giungla di corallo, Roma, G. Casini, 1954
- Safari intorno al mondo. Antologia di cacce in sei continenti, con la macchina da ripresa, Novara, Istituto Geografico de Agostini, 1967
- Oceano, Bari, De Donato, 1972
- L'alba dell'uomo, con Carlo Alberto Pinelli, De Donato editore, 1974.
- Indonesia, Milano, Fabbri, 1974
- Natura chiama uomo, Bergamo, Minerva Italica, 1976
- India, un pianeta, Torino, SEI, 1976
- Memorie da un pianeta inventato, Torino, SEI, 1983, ISBN 88-05-03805-9, OCLC 797367027.
- Le mie isole. Genti, natura e avventure nei mari del mondo, Trento, Luigi Reverdito Editore, 1985. ISBN 88 342 0126 4.
- L'India di Folco Quilici, Milano, A. Mondadori, 1990. ISBN 88-04-33681-1
- Il mio Mediterraneo, Milano, A. Mondadori, 1992, ISBN 88-04-36172-7, OCLC 797931734.
- Le Americhe, Milano, A. Mondadori, 1993, ISBN 88-04-37489-6, OCLC 799510645.
- Cielo verde, Milano, A. Mondadori, 1997, ISBN 88-04-37128-5, OCLC 797301271.
- Naufraghi, Milano, Mondadori, 1998, ISBN 88-04-45066-5, OCLC 39340686.
- Alta profondità, Milano, Mondadori, 1999, ISBN 88-04-46491-7, OCLC 42998867.
- L'abisso di Hatutu, Milano, Mondadori, 2001, ISBN 88-04-49652-5, OCLC 48939756.
- Mare rosso, Milano, Mondadori, 2002, ISBN 88-04-50923-6, OCLC 51631459.
- Tobruk 1940. La vera storia della fine di Italo Balbo, Milano, Mondadori, 2004, ISBN 88-04-53411-7, OCLC 799492015.
- La fenice del Bajkal, Milano, Mondadori, 2005, ISBN 88-04-54869-X, OCLC 63106788.
- I miei mari. Una vita di avventure, incontri, scoperte, Milano, Mondadori, 2007, ISBN 978-88-04-57260-2, OCLC 799760403.
- Libeccio, Milano, Mondadori, 2008, ISBN 978-88-04-57800-0, OCLC 287995151.
- Terre d'avventura. Amazzonia, Sahara, Kalahari, Lapponia, Congo, Melanesia, ISBN 978-88-04-59356-0, OCLC 799567181.
- La dogana del vento, Milano, Mondadori, 2011, ISBN 978-88-04-60868-4, OCLC 721865150.
- Storie del mare, Milano, Mondadori, 2011, ISBN 978-88-04-61069-4, OCLC 898504099.
- Amico oceano, Milano, Mondadori, 2012, ISBN 978-88-04-61871-3, OCLC 898585808.
- Nonno leone, Milano, Mondadori, 2013, ISBN 978-88-04-63424-9, OCLC 898697480.
- Cani & cani. Di gioco e d'avventura, Milano, Mondadori, 2013, ISBN 978-88-04-62510-0, OCLC 898708591.
- Tobruk 1940 - Dubbi e verità sulla fine di Italo Balbo, Mondadori Libri S.p.A., 2015, ISBN 9-771124-211658.
- L'isola dimenticata, Milano, Mondadori, 2016, ISBN 978-88-04-63477-5, OCLC 945659248.
- Tutt'attorno la Sicilia, Milano, UTET, 2017, ISBN 978-8851149703.

## Riconoscimenti
- Festival di Berlino 1957: Orso d'argento per il miglior documentario per L'ultimo paradiso
- David di Donatello 1972: David speciale per la regia per Oceano
- Ordine della Minerva, conferitogli dall'Università degli Studi "Gabriele d'Annunzio"
- Award della Historical Diving Society Italia, HDS Italia (1997)[8]